# Verkkosaari (ö i Päijänne-Tavastland, Lahtis, lat 61,40, long 26,01)
Verkkosaari är en ö i Finland. Den ligger i sjön Korpijärvi och i kommunen Sysmä i den ekonomiska regionen  Lahtis ekonomiska region  och landskapet Päijänne-Tavastland, i den södra delen av landet, 150 km norr om huvudstaden Helsingfors. Öns area är 0,4 hektar och dess största längd är 110 meter i öst-västlig riktning.